# 1.ª Brigada Mixta Independiente (Ejército Imperial Japonés)
La 1.ª Brigada Mixta Independiente o 1.ª Brigada Mixta (en japonés: 獨立混成第1旅團) fue una formación experimental de armas combinadas del Ejército Imperial Japonés. En julio de 1937, al comienzo de la segunda guerra sino-japonesa, la brigada se conocía como Brigada Sakai, por su comandante, el teniente general Koji Sakai. La brigada participó en la batalla de Taiyuan a fines de 1937. Después de ser ascendido, el teniente general Masaomi Yasuoka asumió el mando de 1938 a 1939.
El componente de tanques, todos excepto el 4.º Batallón de Tanques, fueron retirados de la brigada en 1938. El general de división Suzuki Teiji asumió el mando en 1941. En 1944, la defensa de la patria japonesa impulsó la creación de la línea interna de defensa que se extendía hacia el norte desde las Carolinas, las Marianas y las islas Ogasawara. La brigada fue asignada al 31.º Ejército al mando del general Hideyoshi Obata. Allí la 1.ª Brigada Mixta y la 2.ª Brigada Mixta pasaron a formar parte de la 109.ª División, comandada por el general Tadamichi Kuribayashi. La 1.ª Brigada Mixta estaba estacionada en Chichi-jima con el cuartel general de la división y la 2.ª Brigada se trasladó a Iwo jima supervisada por Kuribayashi.
La brigada estaba formada por las siguientes unidades:
- 1.º Regimiento de Infantería Independiente
- 4.º Batallón de Tanques
  - 12 tanques medios tipo 89
  - 13 tanques ligeros tipo 95
  - 12 tanques Tipo 94
- 4 vehículos blindados de ingeniería
- 1.º Batallón de Artillería Independiente
- 1.ª Compañía Independiente de Ingenieros